# Saint-Coutant-le-Grand
Saint-Coutant-le-Grand – miejscowość i gmina we Francji, w regionie Nowa Akwitania, w departamencie Charente-Maritime.
Według danych na rok 1990 gminę zamieszkiwały 293 osoby, a gęstość zaludnienia wynosiła 23 osób/km² (wśród 1467 gmin regionu Poitou-Charentes Saint-Coutant-le-Grand plasuje się na 721. miejscu pod względem liczby ludności, natomiast pod względem powierzchni na miejscu 692.).